# Зырянов, Серафим Поликарпович
Серафим Поликарпович Зырянов (1904 год, село Туманиха, Пермская губерния — 1955 год) — председатель колхоза имени Мичурина Алтайского района Алтайского края. Герой Социалистического Труда (1948).

## Биография
Родился в 1904 году в бедной крестьянской семье в селе Туманиха Пермской губернии (сегодня — Лысьвенский городской округ). Окончил семилетнюю школу. С 1938 года проживал в селе Алтайское в Алтайском крае. С 1938 по 1942 год — заготовитель, председатель сельпо. В 1939 году вступил в ВКП(б). В 1942 году избран председателем колхоза имени Мичурина Алтайского района.
Вывел колхоз в число передовых сельскохозяйственных производств Алтайского района. Была увеличена площадь сада с двух до семнадцати гектаров, построены скотный двор и электростанция на 50 киловатт. Колхоз стал заниматься овощеводством, выращиванием табака, увеличил производство зерновых с 8-9 центнеров с каждого гектара до 15 — 17 центнеров, молока с 1200 килограмм с каждой фуражной коровы до 1800 килограмм. Валовый сбор зерновых увеличился с 2049 центнеров в 1941 году до 3890 центнеров в 1946 году и до 6739 центнеров в 1947 году. В 1948 году колхоз получил в среднем с каждого гектара по 31 центнеров озимой ржи на участке площадью 104 гектаров и по 24 центнеров озимой пшеницы с участка площадью 64 гектаров.
Указом Президиума Верховного Совета СССР от 4 марта 1948 года за получение высоких урожаев ржи при выполнении колхозом обязательных поставок и натуроплаты за работу МТС в 1947 году и обеспеченности семенами зерновых культур для весеннего сева 1949 года удостоен звания Героя Социалистического Труда с вручением ордена Ленина и золотой медали «Серп и Молот».
Скончался осенью 1955 года.

## Награды
- Герой Социалистического Труда — указом Президиума Верховного Совета СССР от 4 марта 1948 года
- Орден Ленина